# Rudolf Mittag
Rudolf Mittag (ur. 31 marca 1929 w Kamenz, zm. 19 czerwca 2012 w Großröhrsdorfie) – generał porucznik Stasi.

## Życiorys
Uczył się w szkole powszechniej i potem w szkole komercyjnej, w 1945 został zmobilizowany do Reichsarbeitsdienstu, później był leśnikiem, pracownikiem pomocniczym i uczniem handlowca. W 1946 został członkiem SED, od 1947 pracował we wschodnioniemieckiej policji, a od 1949 w rejonowym oddziale Zarządu Ochrony Gospodarki Narodowej/Zarządzie Stasi Saksonii, 1950-1951 pracował w Wydziale IV (Kontrwywiadowczym) Zarządu Stasi Saksonii. Później pracował w rejonowych oddziałach bezpieki w Breitenbrunn/Erzgeb. i Schwarzenberg/Erzgeb. oraz w spółce Wismut - oddziale Stasi obiektu Oberschlema, 1954-1955 był słuchaczem kursów szkoły służb bezpieczeństwa w Eberswalde i po ich ukończeniu został szefem Zarządu Stasi Obiektu "Wismut" w Oberschlemie, a w 1959 w Aue. W latach 1962–1970 był zastępcą szefa Obiektowego Zarządu Stasi "Wismut" ds. zagadnień operacyjnych, 1960-1965 zaocznie studiował w Wyższej Szkole Prawniczej w Poczdamie, od 1970 do maja 1970 był szefem Obiektowego Zarządu Stasi "Wismut", a od maja 1975 do listopada 1989 szefem Okręgowego Zarządu Stasi w Rostocku, w 1989 otrzymał stopień generała porucznika. W 1985 został odznaczony Złotym Orderem Zasługi dla Ojczyzny.